# Copa do Brasil 2018
Der Copa do Brasil 2018 (offiziell Copa Continental Pneus do Brasil de 2018) war die 30. Austragung dieses nationalen Fußball-Pokal-Wettbewerbs in Brasilien. Die Copa wird vom Brasilianischen Sportverband, dem CBF, ausgerichtet. Der Pokalsieger qualifiziert sich als Teilnehmer an der Copa Libertadores 2019. Elf Klubs waren direkt für das Achtelfinale qualifiziert.

## Modus
Der Modus bestand aus einem K.-o.-System. Es wurden in den beiden ersten Runden keine Rückspiele ausgetragen. Der im CBF Ranking schlechter platzierte Klub bekam Heimrecht. Der Sieger eines Spiels kam in die nächste Runde. Bei einem Unentschieden in den ersten Runden, qualifizierte sich automatisch der im Ranking bessere Klub für die nächste Runde. In der zweiten Runde wurde die Entscheidung bei einem Unentschieden im Elfmeterschießen ausgetragen.
Ab der dritten Runde wurden die Paarungen wieder mit einem Rückspiel ausgetragen. Am 21. Februar 2018 wurde ausgelost, welcher Klub in der dritten Runde zuerst Heimrecht hat. Bei der Ermittlung des Siegers fand die Auswärtstorregel sowie das Elfmeterschießen Anwendung. Im Gegensatz zur Vorsaison wurden Änderungen vorgenommen. Die im Vorjahr erstmals angewandte Regelung, dass die Finalspiele Auswärtstorregel entfällt wird auf den ganzen Wettbewerb angewandt.
Des Weiteren wurde das Wechselzeitfenster für Spieler innerhalb des Verbandes verschoben. Lag diese 2017 auf dem 24. April und somit auch vor dem Beginn der nationalen Meisterschaft, so dürfen 2018 Wechsel bis zm 30. Juli verlängert werden.
Ab dem Viertelfinale wurde der Videobeweis eingeführt.

## Teilnehmer
Das Teilnehmerfeld bestand aus:
| Bundesstaat         | Klub                         | Qualifizierung                     | Ergebnis     |
| ------------------- | ---------------------------- | ---------------------------------- | ------------ |
| Acre                | Atlético Acreano             | Staatsmeister 2017                 | 1. Runde     |
| Acre                | Rio Branco FC (AC)           | Vize-Staatsmeister 2017            | 1. Runde     |
| Alagoas             | Clube de Regatas Brasil      | Staatsmeister 2017                 | 3. Runde     |
| Alagoas             | CS Alagoano                  | Vize-Staatsmeister 2017            | 2. Runde     |
| Alagoas             | AS Arapiraquense             | 3. Staatsmeister 2017              | 1. Runde     |
| Amapá               | Santos FC (AP)               | Staatsmeister 2017                 | 1. Runde     |
| Amazonas            | Manaus FC                    | Staatsmeister 2017                 | 1. Runde     |
| Amazonas            | Nacional FC (AM)             | Vize-Staatsmeister 2017            | 1. Runde     |
| Bahia               | EC Vitória                   | Staatsmeister 2017                 | Achtelfinale |
| Bahia               | Fluminense de Feira FC       | 3. Staatsmeister 2017              | 2. Runde     |
| Bahia               | ECPP Vitória da Conquista    | 4. Staatsmeister 2017              | 1. Runde     |
| Brasília            | Brasiliense FC               | Staatsmeister 2017                 | 1. Runde     |
| Brasília            | Ceilândia EC                 | Vize-Staatsmeister 2017            | 1. Runde     |
| Ceará               | Ceará SC                     | Staatsmeister 2017                 | 3. Runde     |
| Ceará               | Ferroviário AC (CE)          | Vize-Staatsmeister 2017            | 4. Runde     |
| Ceará               | Floresta EC                  | Staatspokal Sieger 2017            | 1. Runde     |
| Espírito Santo      | CA Itapemirim                | Staatsmeister 2017                 | 1. Runde     |
| Goiás               | Goiás EC                     | Staatsmeister 2017                 | Achtelfinale |
| Goiás               | Vila Nova FC                 | Vize-Staatsmeister 2017            | 3. Runde     |
| Goiás               | AA Aparecidense              | 3. Staatsmeister 2017              | 2. Runde     |
| Maranhão            | Sampaio Corrêa FC            | Staatsmeister 2017                 | 3. Runde     |
| Maranhão            | Cordino EC                   | Vize-Staatsmeister 2017            | 1. Runde     |
| Mato Grosso         | Cuiabá EC                    | Staatsmeister 2017                 | 3. Runde     |
| Mato Grosso         | Sinop FC                     | Vize-Staatsmeister 2017            | 1. Runde     |
| Mato Grosso         | União EC                     | Staatspokal Sieger 2017            | 1. Runde     |
| Mato Grosso do Sul  | Corumbaense FC               | Staatsmeister 2017                 | 2. Runde     |
| Mato Grosso do Sul  | Novoperário FC               | Vize-Staatsmeister 2017            | 1. Runde     |
| Minas Gerais        | Atlético Mineiro             | Staatsmeister 2017                 | Achtelfinale |
| Minas Gerais        | UR Trabalhadores             | 4. Staatsmeister 2017              | 1. Runde     |
| Minas Gerais        | AA Caldense                  | 5. Staatsmeister 2017              | 1. Runde     |
| Minas Gerais        | Uberlândia EC                | 6. Staatsmeister 2017              | 2. Runde     |
| Pará                | Paysandu SC                  | Staatsmeister 2017                 | 1. Runde     |
| Pará                | Clube do Remo                | Vize-Staatsmeister 2017            | 2. Runde     |
| Pará                | Independente AC              | 3. Staatsmeister 2017              | 1. Runde     |
| Paraíba             | Botafogo FC (PB)             | Staatsmeister 2017                 | 2. Runde     |
| Paraíba             | FC Treze                     | Vize-Staatsmeister 2017            | 1. Runde     |
| Paraná              | Coritiba FC                  | Staatsmeister 2017                 | 3. Runde     |
| Paraná              | Athletico Paranaense         | Vize-Staatsmeister 2017            | Achtelfinale |
| Paraná              | Cianorte FC                  | 3. Staatsmeister 2017              | 3. Runde     |
| Pernambuco          | Sport Recife                 | Staatsmeister 2017                 | 2. Runde     |
| Pernambuco          | Salgueiro AC                 | Vize-Staatsmeister 2017            | 2. Runde     |
| Pernambuco          | Santa Cruz FC                | 3. Staatsmeister 2017              | 1. Runde     |
| Piauí               | AA Altos                     | Staatsmeister 2017                 | 2. Runde     |
| Piauí               | Parnahyba SC                 | Vize-Staatsmeister 2017            | 1. Runde     |
| Rio de Janeiro      | Fluminense FC                | Vize-Staatsmeister 2017            | 3. Runde     |
| Rio de Janeiro      | Botafogo FR                  | 4. Staatsmeister 2017              | 1. Runde     |
| Rio de Janeiro      | Nova Iguaçu FC               | 5. Staatsmeister 2017              | 1. Runde     |
| Rio de Janeiro      | Madureira EC                 | 6. Staatsmeister 2017              | 1. Runde     |
| Rio de Janeiro      | Boavista SC                  | Staatspokal Sieger 2017            | 1. Runde     |
| Rio Grande do Norte | ABC Natal                    | Staatsmeister 2017                 | 1. Runde     |
| Rio Grande do Norte | Globo FC                     | Vize-Staatsmeister 2017            | 1. Runde     |
| Rio Grande do Norte | América FC (RN)              | 3. Staatsmeister 2017              | 1. Runde     |
| Rio Grande do Sul   | EC Novo Hamburgo             | Staatsmeister 2017                 | 2. Runde     |
| Rio Grande do Sul   | SC Internacional             | Vize-Staatsmeister 2017            | 4. Runde     |
| Rio Grande do Sul   | SER Caxias do Sul            | 3. Staatsmeister 2017              | 1. Runde     |
| Rio Grande do Sul   | CE Aimoré                    | 2. Staatspokal 2017                | 1. Runde     |
| Rondônia            | Real Desportivo Ariquemes FC | Staatsmeister 2017                 | 1. Runde     |
| Roraima             | São Raimundo EC (RR)         | Staatsmeister 2017                 | 1. Runde     |
| Santa Catarina      | Avaí FC                      | Vize-Staatsmeister 2017            | 4. Runde     |
| Santa Catarina      | Criciúma EC                  | 3. Staatsmeister 2017              | 2. Runde     |
| Santa Catarina      | Brusque FC                   | 4. Staatsmeister 2017              | 1. Runde     |
| Santa Catarina      | CA Tubarão                   | Staatspokal Sieger 2017            | 2. Runde     |
| São Paulo           | AA Ponte Preta               | Vize-Staatsmeister 2017            | Achtelfinale |
| São Paulo           | FC São Paulo                 | 4. Staatsmeister 2017              | 4. Runde     |
| São Paulo           | Ituano FC                    | Interior 2017                      | 1. Runde     |
| São Paulo           | AD São Caetano               | Staatsmeister Sieger Série A2 2017 | 1. Runde     |
| São Paulo           | AA Internacional (Limeira)   | 2. Staatspokal 2017                | 2. Runde     |
| Sergipe             | AD Confiança                 | Staatsmeister 2017                 | 1. Runde     |
| Sergipe             | AO Itabaiana                 | Vize-Staatsmeister 2017            | 1. Runde     |
| Tocantins           | Interporto FC                | Staatsmeister 2017                 | 1. Runde     |

Erstmals nehmen an dem Wettbewerb teil die Klubs: Manaus FC, Floresta EC, CA Itapemirim, Corumbaense FC, Novoperário FC, CE Aimoré, CA Tubarão und AA Internacional.

### Teilnehmer CBF Ranking
10 Klubs ergaben aus dem CBF Ranking, welche nach den vorgenannten Teilnehmern noch nicht qualifiziert waren. Dieses waren:
| Bundesstaat | Klub                | Platz | Punkte | Ergebnis |
| ----------- | ------------------- | ----- | ------ | -------- |
| SC          | Figueirense FC      | 19    | 7.555  | 3. Runde |
| GO          | Atlético Goianiense | 20.   | 6.698  | 1. Runde |
| PR          | Paraná Clube        | 28.   | 5.244  | 2. Runde |
| SC          | Joinville EC        | 30.   | 4.805  | 2. Runde |
| PE          | Náutico Capibaribe  | 32.   | 4.532  | 4. Runde |
| RS          | EC Juventude        | 33.   | 4.251  | 2. Runde |
| SP          | CA Bragantino       | 35.   | 4.113  | 3. Runde |
| SP          | Oeste FC            | 37.   | 3.817  | 2. Runde |
| MG          | Boa EC              | 38.   | 3.707  | 2. Runde |
| PR          | Londrina EC         | 40.   | 3.707  | 2. Runde |

### Direkte Qualifikanten fürs Achtelfinale
Weitere 11 Klubs traten ab dem Achtelfinale dem Wettbewerb bei.
| Bundesstaat | Klub             | Berechtigung                  | Ergebnis      |
| ----------- | ---------------- | ----------------------------- | ------------- |
| BA          | EC Bahia         | Copa do Nordeste 2017         | Viertelfinale |
| MT          | Luverdense EC    | Copa Verde 2017               | Achtelfinale  |
| MG          | América Mineiro  | Meister Série B 2017          | Achtelfinale  |
| MG          | Cruzeiro EC      | Pokalsieger 2017              | Finale        |
| RJ          | CR Flamengo      | 6. Série A 2017               | Halbfinale    |
| RJ          | CR Vasco da Gama | 7. Série A 2017               | Achtelfinale  |
| RS          | Grêmio FBPA      | Sieger Copa Libertadores 2017 | Viertelfinale |
| SC          | Chapecoense      | 8. Série A 2017               | Viertelfinale |
| SP          | SC Corinthians   | Meister Série A 2017          | Finale        |
| SP          | SE Palmeiras     | Vize-Meister Série A 2017     | Halbfinale    |
| SP          | FC Santos        | 3. Série A 2017               | Viertelfinale |

## Saisonverlauf
Der Wettbewerb startete am 31. Januar 2018 in seine Saison und endet am 17. Oktober 2018. Als Spielball wurde vom CBF ein Ball des Ausrüster Nike festgelegt der Nike Ordem V. Bereits in der ersten Runde des Wettbewerbs gab es die erste Überraschung mit dem Ausscheiden des Série A Klubs Botafogo FR aus Rio de Janeiro. Ebenfalls überraschend war das Ausscheiden von Sport Recife als 15. des CBF Ranking in der zweiten Runde gegen den Ferroviário AC (CE), welcher keine Platzierung im Ranking aufwies.

### Termine
Die Terminierung für die einzelnen Phasen des Wettbewerbs wurden vom CBF vor Beginn festgelegt.
| Runde          | Hinspiele                                                   | Rückspiele                   |
| -------------- | ----------------------------------------------------------- | ---------------------------- |
| 1. Runde       | Woche 1: 31. Januar 2018 Woche 2: 7. Februar 2018           |                              |
| 2. Runde       | Woche 1: 14. Februar 2018 Woche 2: 21. und 22. Februar 2018 |                              |
| 3. Runde       | ab 28. Februar 2018                                         | ab 14. März 2018             |
| 4. Runde       | ab 4. und 11. April 2018                                    | ab 11. und 18. April 2018    |
| Runde beste 16 | 25. April, 2., 9. and 16. Mai 2018                          | 2., 9., 16. und 23. Mai 2018 |
| Viertelfinale  | 1. und 8. August 2018                                       | 15. und 29. August 2018      |
| Halbfinale     | 12. September 2018                                          | 26. September 2018           |
| Finale         | 10. Oktober 2018                                            | 17. Oktober 2018             |

### Beste Spieler
Vor dem letzten Finalspiel am 17. Oktober wurde von den Fans auf Facebook der beste Spieler des Turniers gewählt. Mit 125.000 Stimmen und somit 61 % wurde Jádson von SC Corinthians gewählt. Auf dem zweiten Platz mit 39 % kam Dedé vom Cruzeiro EC.
Ebenfalls auf Facebook wurde über den besten Torwart des Turniers abgestimmt. Zur Auswahl standen von Corinthians der Spieler Cássio Ramos und Fábio von Cruzeiro. Mit 126.900 Stimmen und somit 60 % wurde Cássio gewählt.
Das schönste Tor des Turniers erzielte Giorgian De Arrascaeta von Cruzeiro. Sein Tor zum 2:1-Entstand im Finalrückspiel wurde auf einer Abstimmung auf Twitter mit 52 % gewählt.

## Preisgelder
Der CBF lobte Preisgelder aus. Der Pokalsieger soll 50 Millionen Real erhalten, der Zweitplatzierte 20 Mio., die Halbfinalisten 6,5 Mio. und die Viertelfinalisten 3 Mio. Sollte der Pokalsieger von der ersten Runde an teilgenommen haben, so kann dieser eine Gesamtprämie von 68,7 Mio. Real erzielen.

## Turnierverlauf

### Gruppenphase

#### Auslosung
Die 80 Teams wurden in acht Gruppen (A bis H) zu jeweils 10 Klubs aufgeteilt. Zur Festlegung der Reihenfolge wurde das Ranking des CBF herangezogen.
| Topf A                   | Topf B                   | Topf C                       | Topf D                  |
| ------------------------ | ------------------------ | ---------------------------- | ----------------------- |
| Atlético Mineiro (5)     | Figueirense FC (19)      | ABC Natal (31)               | América FC (RN) (43)    |
| Rio de Janeiro (8)       | Atlético Goianiense (20) | Náutico Capibaribe (33)      | Botafogo FC (PB) (45)   |
| Athletico Paranaense (9) | Goiás EC (22)            | EC Juventude (33)            | AS Arapiraquense (47)   |
| SC Internacional (10)    | Avaí FC (23)             | CA Bragantino (35)           | Cuiabá EC (50)          |
| FC São Paulo (11)        | Santa Cruz FC (25)       | Clube de Regatas Brasil (36) | Salgueiro AC (51)       |
| Fluminense FC (RJ) (12)  | Paysandu SC (26)         | Oeste FC (37)                | AD Confiança (54)       |
| Sport Recife (15)        | Ceará SC (27)            | Boa EC (38)                  | Pará (57)               |
| AA Ponte Preta (16)      | Paraná Clube (28)        | Sampaio Corrêa FC (39)       | CS Alagoano (59)        |
| Coritiba FC (17)         | Criciúma EC (29)         | Londrina EC (40)             | Rio Branco FC (AC) (64) |
| EC Vitória (18)          | Joinville EC (30)        | Vila Nova FC (41)            | Ituano FC (65)          |

| Topf E                 | Topf F                   | Topf G                     | Topf H                  |
| ---------------------- | ------------------------ | -------------------------- | ----------------------- |
| Globo FC (67)          | AD São Caetano (93)      | São Raimundo EC (RR) (121) | CE Aimoré (-)           |
| Santos FC (AP) (69)    | EC Novo Hamburgo (96)    | Vitória Conquista (122)    | CA Itapemirim (-)       |
| SER Caxias do Sul (71) | Ceilândia EC (97)        | Brasiliense FC (145)       | CA Tubarão (-)          |
| Madureira EC (72)      | AA Altos (98)            | Cordino EC (157)           | Corumbaense FC (-)      |
| AA Caldense (74)       | UR Trabalhadores (101)   | Real Ariquemes (157)       | Ferroviário AC (CE) (-) |
| Boavista SC (76)       | FC Treze (102)           | União EC (157)             | Floresta EC (-)         |
| AA Aparecidense (78)   | AO Itabaiana (104)       | Independente AC (166)      | AA Internacional (-)    |
| Nacional FC (AM) (80)  | Brusque FC (108)         | Interporto FC (167)        | Manaus FC (-)           |
| Atlético Acreano (81)  | Sinop FC (110)           | Nova Iguaçu FC (201)       | Novoperário FC (-)      |
| Parnahyba SC (92)      | Fluminense FC (BA) (118) | Cianorte FC (205)          | Uberlândia EC (-)       |

Die 40 Paarungen wurden am 15. Dezember 2017 ausgelost. Es wurden 10 Gruppen zu je acht Klubs gebildet, welche die ersten 3. Runden untereinander ausspielen. Die Zahlen in Klammern geben nochmals den Platz im CBF Ranking an. Die schlechter platzierten Klubs im Ranking hatten Heimrecht. Bei einem Unentschieden qualifizierte sich automatisch der im Ranking bessere Klub für die zweite Runde.

#### Gruppe 1
In der ersten Runde hatten die im CBF Ranking schlechter platzierten Klubs Heimrecht. Ab der zweiten Runde sind die Mannschaften mit Heimrecht in Kursiv geschrieben. Fehlt die kursive Markierung, so hatte der Sieger Heimrecht. Die Paarungssieger in Fett. Wurde die Entscheidung in der zweiten Runde im Elfmeterschießen ausgetragen, so ist das Ergebnis in Klammern hinter dem eigentlichen Spielergebnis eingetragen.
|  | 1. Runde | 1. Runde             | 1. Runde    |    |                | 2. Runde             | 2. Runde | 2. Runde |
|  |          |                      |             |    |                |                      |          |          |
|  | 71       | SER Caxias           | 0           |    |                |                      |          |          |
|  | 9        | Athletico Paranaense | 0           |    |                |                      |          |          |
|  | 9        | Athletico Paranaense | 0           |    | 9              | Athletico Paranaense | 5        |          |
|  |          |                      |             |    | 9              | Athletico Paranaense | 5        |          |
|  |          | -                    | CA Tubarão  | 4  |                |                      |          |          |
|  | -        | -                    | CA Tubarão  | 4  | CA Tubarão     | 2                    |          |          |
|  | -        |                      |             |    | CA Tubarão     | 2                    |          |          |
|  | 43       | América FC (RN)      | 0           |    |                |                      |          |          |
|  | 43       | América FC (RN)      | 0           |    |                |                      |          |          |
|  |          |                      |             |    |                |                      |          |          |
|  | 108      | Brusque FC           | 0           |    |                |                      |          |          |
|  | 108      | Brusque FC           | 0           |    |                |                      |          |          |
|  | 27       | Ceará SC             | 1           |    |                |                      |          |          |
|  | 27       | Ceará SC             | 1           | 27 | Ceará SC       | 2                    |          |          |
|  |          |                      |             | 27 | Ceará SC       | 2                    |          |          |
|  |          | 40                   | Londrina EC | 1  |                |                      |          |          |
|  | 157      | 40                   | Londrina EC | 1  | Real Ariquemes | 0                    |          |          |
|  | 157      |                      |             |    |                | 0                    |          |          |
|  | 40       | Londrina EC          | 1           |    |                |                      |          |          |

3. Runde
Das Hinspiel fand am 28. Februar 2018 in der Arena da Baixada in Curitiba statt. Das Hinspiel fand am 28. Februar 2018 im Estádio Plácido Aderaldo Castelo in Fortaleza statt.
|                          | Gesamt    |               | Hinspiel | Rückspiel |
| ------------------------ | --------- | ------------- | -------- | --------- |
| Athletico Paranaense (9) | (a)1:1(a) | Ceará SC (27) | 0:0      | 1:1       |

#### Gruppe 2
In der ersten Runde hatten die im CBF Ranking schlechter platzierten Klubs Heimrecht. Ab der zweiten Runde sind die Mannschaften mit Heimrecht in Kursiv geschrieben. Fehlt die kursive Markierung, so hatte der Sieger Heimrecht. Die Paarungssieger in Fett. Wurde die Entscheidung in der zweiten Runde im Elfmeterschießen ausgetragen, so ist das Ergebnis in Klammern hinter dem eigentlichen Spielergebnis eingetragen.
|  | 1. Runde | 1. Runde         | 1. Runde      |       |               | 2. Runde         | 2. Runde | 2. Runde |
|  |          |                  |               |       |               |                  |          |          |
|  | 76       | Boavista SC      | 1             |       |               |                  |          |          |
|  | 10       | SC Internacional | 1             |       |               |                  |          |          |
|  | 10       | SC Internacional | 1             |       | 10            | SC Internacional | 2        |          |
|  |          |                  |               |       | 10            | SC Internacional | 2        |          |
|  |          | 57               | Clube do Remo | 1     |               |                  |          |          |
|  | -        | 57               | Clube do Remo | 1     | CA Itapemirim | 0                |          |          |
|  | -        |                  |               |       | CA Itapemirim | 0                |          |          |
|  | 57       | Clube do Remo    | 2             |       |               |                  |          |          |
|  | 57       | Clube do Remo    | 2             |       |               |                  |          |          |
|  |          |                  |               |       |               |                  |          |          |
|  | 93       | AD São Caetano   | 1             |       |               |                  |          |          |
|  | 93       | AD São Caetano   | 1             |       |               |                  |          |          |
|  | 29       | Criciúma EC      | 1             |       |               |                  |          |          |
|  | 29       | Criciúma EC      | 1             | 29    | Criciúma EC   | 1 (4)            |          |          |
|  |          |                  |               | 29    | Criciúma EC   | 1 (4)            |          |          |
|  |          | 205              | Cianorte FC   | 1 (5) |               |                  |          |          |
|  | 205      | 205              | Cianorte FC   | 1 (5) | Cianorte FC   | 2                |          |          |
|  | 205      |                  |               |       |               | 2                |          |          |
|  | 31       | ABC Natal        | 0             |       |               |                  |          |          |

3. Runde
Das Hinspiel fand am 1. März 2018 im Estádio Beira-Rio in Porto Alegre statt. Das Rückspiel fand am 14. März 2018 im Estádio Municipal Olímpico Albino Turbay in Cianorte statt.
|                       | Gesamt |                   | Hinspiel | Rückspiel |
| --------------------- | ------ | ----------------- | -------- | --------- |
| SC Internacional (10) | 4:0    | Cianorte FC (205) | 2:0      | 2:0       |

#### Gruppe 3
In der ersten Runde hatten die im CBF Ranking schlechter platzierten Klubs Heimrecht. Ab der zweiten Runde sind die Mannschaften mit Heimrecht in Kursiv geschrieben. Fehlt die kursive Markierung, so hatte der Sieger Heimrecht. Die Paarungssieger in Fett. Wurde die Entscheidung in der zweiten Runde im Elfmeterschießen ausgetragen, so ist das Ergebnis in Klammern hinter dem eigentlichen Spielergebnis eingetragen.
|  | 1. Runde | 1. Runde        | 1. Runde     |    |                | 2. Runde        | 2. Runde | 2. Runde |
|  |          |                 |              |    |                |                 |          |          |
|  | 74       | AA Caldense     | 0            |    |                |                 |          |          |
|  | 12       | Fluminense (RJ) | 1            |    |                |                 |          |          |
|  | 12       | Fluminense (RJ) | 1            |    | 12             | Fluminense (RJ) | 5        |          |
|  |          |                 |              |    | 12             | Fluminense (RJ) | 5        |          |
|  |          | 51              | Salgueiro AC | 0  |                |                 |          |          |
|  | -        | 51              | Salgueiro AC | 0  | Novoperário FC | 2               |          |          |
|  | -        |                 |              |    | Novoperário FC | 2               |          |          |
|  | 51       | Salgueiro AC    | 3            |    |                |                 |          |          |
|  | 51       | Salgueiro AC    | 3            |    |                |                 |          |          |
|  |          |                 |              |    |                |                 |          |          |
|  | 97       | Ceilândia EC    | 2            |    |                |                 |          |          |
|  | 97       | Ceilândia EC    | 2            |    |                |                 |          |          |
|  | 23       | Avaí FC         | 3            |    |                |                 |          |          |
|  | 23       | Avaí FC         | 3            | 23 | Avaí FC        | 2               |          |          |
|  |          |                 |              | 23 | Avaí FC        | 2               |          |          |
|  |          | 33              | EC Juventude | 0  |                |                 |          |          |
|  | 167      | 33              | EC Juventude | 0  | Interporto FC  | 0               |          |          |
|  | 167      |                 |              |    |                | 0               |          |          |
|  | 33       | EC Juventude    | 0            |    |                |                 |          |          |

3. Runde
Das Hinspiel fand am 1. März 2018 im Estádio Olímpico João Havelange in Rio de Janeiro statt. Das Rückspiel fand am 15. März 2018 im Estádio da Ressacada in Florianópolis statt.
|                      | Gesamt |              | Hinspiel | Rückspiel |
| -------------------- | ------ | ------------ | -------- | --------- |
| Fluminense (RJ) (12) | 1:3    | Avaí FC (23) | 1:2      | 0:1       |

#### Gruppe 4
In der ersten Runde hatten die im CBF Ranking schlechter platzierten Klubs Heimrecht. Ab der zweiten Runde sind die Mannschaften mit Heimrecht in Kursiv geschrieben. Fehlt die kursive Markierung, so hatte der Sieger Heimrecht. Die Paarungssieger in Fett. Wurde die Entscheidung in der zweiten Runde im Elfmeterschießen ausgetragen, so ist das Ergebnis in Klammern hinter dem eigentlichen Spielergebnis eingetragen.
|  | 1. Runde | 1. Runde     | 1. Runde      |       |                   | 2. Runde    | 2. Runde | 2. Runde |
|  |          |              |               |       |                   |             |          |          |
|  | 92       | Parnahyba SC | 1             |       |                   |             |          |          |
|  | 17       | Coritiba FC  | 1             |       |                   |             |          |          |
|  | 17       | Coritiba FC  | 1             |       | 17                | Coritiba FC | 2        |          |
|  |          |              |               |       | 17                | Coritiba FC | 2        |          |
|  |          | -            | Uberlândia EC | 0     |                   |             |          |          |
|  | -        | -            | Uberlândia EC | 0     | Uberlândia EC     | 2           |          |          |
|  | -        |              |               |       | Uberlândia EC     | 2           |          |          |
|  | 56       | Ituano FC    | 0             |       |                   |             |          |          |
|  | 56       | Ituano FC    | 0             |       |                   |             |          |          |
|  |          |              |               |       |                   |             |          |          |
|  | 110      | Sinop FC     | 0             |       |                   |             |          |          |
|  | 110      | Sinop FC     | 0             |       |                   |             |          |          |
|  | 22       | Goiás EC     | 1             |       |                   |             |          |          |
|  | 22       | Goiás EC     | 1             | 22    | Goiás EC          | 0 (6)       |          |          |
|  |          |              |               | 22    | Goiás EC          | 0 (6)       |          |          |
|  |          | 38           | Boa EC        | 0 (5) |                   |             |          |          |
|  | 122      | 38           | Boa EC        | 0 (5) | Vitória Conquista | 0           |          |          |
|  | 122      |              |               |       |                   | 0           |          |          |
|  | 38       | Boa EC       | 0             |       |                   |             |          |          |

3. Runde
Das Hinspiel fand am 28. Februar 2018 im Estádio Serra Dourada in Goiânia statt. Das Rückspiel fand am 14. März 2018 im Estádio Major Antônio Couto Pereira in Curitiba statt.
|               | Gesamt |                  | Hinspiel | Rückspiel |
| ------------- | ------ | ---------------- | -------- | --------- |
| Goiás EC (22) | 2:1    | Coritiba FC (17) | 1:0      | 1:1       |

#### Gruppe 5
In der ersten Runde hatten die im CBF Ranking schlechter platzierten Klubs Heimrecht. Ab der zweiten Runde sind die Mannschaften mit Heimrecht in Kursiv geschrieben. Fehlt die kursive Markierung, so hatte der Sieger Heimrecht. Die Paarungssieger in Fett. Wurde die Entscheidung in der zweiten Runde im Elfmeterschießen ausgetragen, so ist das Ergebnis in Klammern hinter dem eigentlichen Spielergebnis eingetragen.
|  | 1. Runde | 1. Runde         | 1. Runde         |    |                  | 2. Runde       | 2. Runde | 2. Runde |
|  |          |                  |                  |    |                  |                |          |          |
|  | 80       | Nacional FC (AM) | 0                |    |                  |                |          |          |
|  | 16       | AA Ponte Preta   | 0                |    |                  |                |          |          |
|  | 16       | AA Ponte Preta   | 0                |    | 16               | AA Ponte Preta | 1        |          |
|  |          |                  |                  |    | 16               | AA Ponte Preta | 1        |          |
|  |          | -                | AA Internacional | 0  |                  |                |          |          |
|  | -        | -                | AA Internacional | 0  | AA Internacional | 1              |          |          |
|  | -        |                  |                  |    | AA Internacional | 1              |          |          |
|  | 64       | Rio Branco       | 0                |    |                  |                |          |          |
|  | 64       | Rio Branco       | 0                |    |                  |                |          |          |
|  |          |                  |                  |    |                  |                |          |          |
|  | 101      | UR Trabalhadores | 1                |    |                  |                |          |          |
|  | 101      | UR Trabalhadores | 1                |    |                  |                |          |          |
|  | 28       | Paraná Clube     | 1                |    |                  |                |          |          |
|  | 28       | Paraná Clube     | 1                | 28 | Paraná Clube     | 0              |          |          |
|  |          |                  |                  | 28 | Paraná Clube     | 0              |          |          |
|  |          | 39               | Sampaio Corrêa   | 1  |                  |                |          |          |
|  | 166      | 39               | Sampaio Corrêa   | 1  | Independente AC  | 0              |          |          |
|  | 166      |                  |                  |    |                  | 0              |          |          |
|  | 39       | Sampaio Corrêa   | 1                |    |                  |                |          |          |

3. Runde
Das Hinspiel fand am 28. Februar 2018 im Estádio Moisés Lucarelli in Campinas statt. Das Rückspiel fand am 15. März 2018 im Estádio Governador João Castelo in São Luís statt.
|                     | Gesamt          |                        | Hinspiel | Rückspiel |
| ------------------- | --------------- | ---------------------- | -------- | --------- |
| AA Ponte Preta (16) | 0:0 (5:3 i. E.) | Sampaio Corrêa FC (39) | 0:0      | 0:0       |

#### Gruppe 6
In der ersten Runde hatten die im CBF Ranking schlechter platzierten Klubs Heimrecht. Ab der zweiten Runde sind die Mannschaften mit Heimrecht in Kursiv geschrieben. Fehlt die kursive Markierung, so hatte der Sieger Heimrecht. Die Paarungssieger in Fett. Wurde die Entscheidung in der zweiten Runde im Elfmeterschießen ausgetragen, so ist das Ergebnis in Klammern hinter dem eigentlichen Spielergebnis eingetragen.
|  | 1. Runde | 1. Runde      | 1. Runde    |       |               | 2. Runde     | 2. Runde | 2. Runde |
|  |          |               |             |       |               |              |          |          |
|  | 72       | Madureira EC  | 0           |       |               |              |          |          |
|  | 11       | FC São Paulo  | 1           |       |               |              |          |          |
|  | 11       | FC São Paulo  | 1           |       | 11            | FC São Paulo | 2        |          |
|  |          |               |             |       | 11            | FC São Paulo | 2        |          |
|  |          | 59            | CS Alagoano | 0     |               |              |          |          |
|  | -        | 59            | CS Alagoano | 0     | Manaus FC     | 2            |          |          |
|  | -        |               |             |       | Manaus FC     | 2            |          |          |
|  | 59       | CS Alagoano   | 2           |       |               |              |          |          |
|  | 59       | CS Alagoano   | 2           |       |               |              |          |          |
|  |          |               |             |       |               |              |          |          |
|  | 96       | Novo Hamburgo | 2           |       |               |              |          |          |
|  | 96       | Novo Hamburgo | 2           |       |               |              |          |          |
|  | 26       | Paysandu SC   | 1           |       |               |              |          |          |
|  | 26       | Paysandu SC   | 1           | 96    | Novo Hamburgo | 1 (3)        |          |          |
|  |          |               |             | 96    | Novo Hamburgo | 1 (3)        |          |          |
|  |          | 36            | CR Brasil   | 1 (4) |               |              |          |          |
|  | 157      | 36            | CR Brasil   | 1 (4) | União EC      | 1            |          |          |
|  | 157      |               |             |       |               | 1            |          |          |
|  | 36       | CR Brasil     | 3           |       |               |              |          |          |

3. Runde
Das Hinspiel fand am 28. Februar 2018 im Estádio do Morumbi in São Paulo statt. Das Rückspiel fand am 14. März 2018 im Estádio Rei Pelé in Maceió statt.
|                   | Gesamt |                | Hinspiel | Rückspiel |
| ----------------- | ------ | -------------- | -------- | --------- |
| FC São Paulo (11) | 5:0    | CR Brasil (36) | 2:0      | 3:0       |

#### Gruppe 7
In der ersten Runde hatten die im CBF Ranking schlechter platzierten Klubs Heimrecht. Ab der zweiten Runde sind die Mannschaften mit Heimrecht in Kursiv geschrieben. Fehlt die kursive Markierung, so hatte der Sieger Heimrecht. Die Paarungssieger in Fett. Wurde die Entscheidung in der zweiten Runde im Elfmeterschießen ausgetragen, so ist das Ergebnis in Klammern hinter dem eigentlichen Spielergebnis eingetragen.
|  | 1. Runde | 1. Runde            | 1. Runde       |    |                | 2. Runde   | 2. Runde | 2. Runde |
|  |          |                     |                |    |                |            |          |          |
|  | 67       | Globo FC            | 0              |    |                |            |          |          |
|  | 18       | EC Vitória          | 2              |    |                |            |          |          |
|  | 18       | EC Vitória          | 2              |    | 18             | EC Vitória | 3        |          |
|  |          |                     |                |    | 18             | EC Vitória | 3        |          |
|  |          | -                   | Corumbaense FC | 0  |                |            |          |          |
|  | -        | -                   | Corumbaense FC | 0  | Corumbaense FC | 1          |          |          |
|  | -        |                     |                |    | Corumbaense FC | 1          |          |          |
|  | 47       | AS Arapiraquense    | 0              |    |                |            |          |          |
|  | 47       | AS Arapiraquense    | 0              |    |                |            |          |          |
|  |          |                     |                |    |                |            |          |          |
|  | 98       | AA Altos            | 2              |    |                |            |          |          |
|  | 98       | AA Altos            | 2              |    |                |            |          |          |
|  | 20       | Atlético Goianiense | 1              |    |                |            |          |          |
|  | 20       | Atlético Goianiense | 1              | 98 | AA Altos       | 0          |          |          |
|  |          |                     |                | 98 | AA Altos       | 0          |          |          |
|  |          | 35                  | CA Bragantino  | 1  |                |            |          |          |
|  | 201      | 35                  | CA Bragantino  | 1  | Nova Iguaçu FC | 1          |          |          |
|  | 201      |                     |                |    |                | 1          |          |          |
|  | 35       | CA Bragantino       | 1              |    |                |            |          |          |

3. Runde
Das Hinspiel fand am 28. Februar 2018 im Estádio Nabi Abi Chedid in Bragança Paulista statt. Das Rückspiel fand am 15. März 2018 im Estádio Manoel Barradas in Salvador (Bahia) statt.
|                    | Gesamt |                 | Hinspiel | Rückspiel |
| ------------------ | ------ | --------------- | -------- | --------- |
| CA Bragantino (35) | 1:3    | EC Vitória (18) | 1:0      | 0:3       |

#### Gruppe 8
In der ersten Runde hatten die im CBF Ranking schlechter platzierten Klubs Heimrecht. Ab der zweiten Runde sind die Mannschaften mit Heimrecht in Kursiv geschrieben. Fehlt die kursive Markierung, so hatte der Sieger Heimrecht. Die Paarungssieger in Fett. Wurde die Entscheidung in der zweiten Runde im Elfmeterschießen ausgetragen, so ist das Ergebnis in Klammern hinter dem eigentlichen Spielergebnis eingetragen.
|  | 1. Runde | 1. Runde         | 1. Runde         |    |                | 2. Runde         | 2. Runde | 2. Runde |
|  |          |                  |                  |    |                |                  |          |          |
|  | 81       | Atlético Acreano | 1                |    |                |                  |          |          |
|  | 5        | Atlético Mineiro | 1                |    |                |                  |          |          |
|  | 5        | Atlético Mineiro | 1                |    | 5              | Atlético Mineiro | 4        |          |
|  |          |                  |                  |    | 5              | Atlético Mineiro | 4        |          |
|  |          | 45               | Botafogo FC (PB) | 0  |                |                  |          |          |
|  | -        | 45               | Botafogo FC (PB) | 0  | Floresta EC    | 0                |          |          |
|  | -        |                  |                  |    | Floresta EC    | 0                |          |          |
|  | 45       | Botafogo FC (PB) | 2                |    |                |                  |          |          |
|  | 45       | Botafogo FC (PB) | 2                |    |                |                  |          |          |
|  |          |                  |                  |    |                |                  |          |          |
|  | 102      | FC Treze         | 0                |    |                |                  |          |          |
|  | 102      | FC Treze         | 0                |    |                |                  |          |          |
|  | 19       | Figueirense FC   | 2                |    |                |                  |          |          |
|  | 19       | Figueirense FC   | 2                | 19 | Figueirense FC | 2                |          |          |
|  |          |                  |                  | 19 | Figueirense FC | 2                |          |          |
|  |          | 37               | Oeste FC         | 1  |                |                  |          |          |
|  | 145      | 37               | Oeste FC         | 1  | Brasiliense FC | 1                |          |          |
|  | 145      |                  |                  |    |                | 1                |          |          |
|  | 37       | Oeste FC         | 1                |    |                |                  |          |          |

3. Runde
Das Hinspiel fand am 28. Februar 2018 im Estádio Orlando Scarpelli in Florianópolis statt. Das Rückspiel fand am 14. März 2018 im Estádio Independência in Belo Horizonte statt.
|                     | Gesamt    |                      | Hinspiel | Rückspiel |
| ------------------- | --------- | -------------------- | -------- | --------- |
| Figueirense FC (19) | (a)2:2(a) | Atlético Mineiro (5) | 0:1      | 2:1       |

#### Gruppe 9
In der ersten Runde hatten die im CBF Ranking schlechter platzierten Klubs Heimrecht. Ab der zweiten Runde sind die Mannschaften mit Heimrecht in Kursiv geschrieben. Fehlt die kursive Markierung, so hatte der Sieger Heimrecht. Die Paarungssieger in Fett. Wurde die Entscheidung in der zweiten Runde im Elfmeterschießen ausgetragen, so ist das Ergebnis in Klammern hinter dem eigentlichen Spielergebnis eingetragen.
|  | 1. Runde | 1. Runde       | 1. Runde            |       |                     | 2. Runde     | 2. Runde | 2. Runde |
|  |          |                |                     |       |                     |              |          |          |
|  | 69       | Santos FC (AP) | 1                   |       |                     |              |          |          |
|  | 15       | Sport Recife   | 2                   |       |                     |              |          |          |
|  | 15       | Sport Recife   | 2                   |       | 15                  | Sport Recife | 3 (3)    |          |
|  |          |                |                     |       | 15                  | Sport Recife | 3 (3)    |          |
|  |          | -              | Ferroviário AC (CE) | 3 (4) |                     |              |          |          |
|  | -        | -              | Ferroviário AC (CE) | 3 (4) | Ferroviário AC (CE) | 2            |          |          |
|  | -        |                |                     |       | Ferroviário AC (CE) | 2            |          |          |
|  | 54       | AD Confiança   | 1                   |       |                     |              |          |          |
|  | 54       | AD Confiança   | 1                   |       |                     |              |          |          |
|  |          |                |                     |       |                     |              |          |          |
|  | 104      | AO Itabaiana   | 0                   |       |                     |              |          |          |
|  | 104      | AO Itabaiana   | 0                   |       |                     |              |          |          |
|  | 30       | Joinville EC   | 1                   |       |                     |              |          |          |
|  | 30       | Joinville EC   | 1                   | 30    | Joinville EC        | 2 (2)        |          |          |
|  |          |                |                     | 30    | Joinville EC        | 2 (2)        |          |          |
|  |          | 41             | Vila Nova FC        | 2 (4) |                     |              |          |          |
|  | 121      | 41             | Vila Nova FC        | 2 (4) | São Raimundo        | 0            |          |          |
|  | 121      |                |                     |       |                     | 0            |          |          |
|  | 41       | Vila Nova FC   | 1                   |       |                     |              |          |          |

3. Runde
Das Hinspiel fand am 28. Februar 2018 in der Estádio Presidente Vargas (CE) in Fortaleza statt. Das Rückspiel fand am 15. März 2018 im Estádio Serra Dourada in Goiânia statt.
|                         | Gesamt |                   | Hinspiel | Rückspiel |
| ----------------------- | ------ | ----------------- | -------- | --------- |
| Ferroviário AC (CE) (-) | 2:1    | Vila Nova FC (41) | 1:1      | 1:0       |

#### Gruppe 10
In der ersten Runde hatten die im CBF Ranking schlechter platzierten Klubs Heimrecht. Ab der zweiten Runde sind die Mannschaften mit Heimrecht in Kursiv geschrieben. Fehlt die kursive Markierung, so hatte der Sieger Heimrecht. Die Paarungssieger in Fett. Wurde die Entscheidung in der zweiten Runde im Elfmeterschießen ausgetragen, so ist das Ergebnis in Klammern hinter dem eigentlichen Spielergebnis eingetragen.
|  | 1. Runde | 1. Runde           | 1. Runde           |     |                 | 2. Runde        | 2. Runde | 2. Runde |
|  |          |                    |                    |     |                 |                 |          |          |
|  | 78       | AA Aparecidense    | 2                  |     |                 |                 |          |          |
|  | 8        | Botafogo FR        | 1                  |     |                 |                 |          |          |
|  | 8        | Botafogo FR        | 1                  |     | 78              | AA Aparecidense | 1        |          |
|  |          |                    |                    |     | 78              | AA Aparecidense | 1        |          |
|  |          | 50                 | Cuiabá EC          | 3   |                 |                 |          |          |
|  | -        | 50                 | Cuiabá EC          | 3   | CE Aimoré       | 1               |          |          |
|  | -        |                    |                    |     | CE Aimoré       | 1               |          |          |
|  | 50       | Cuiabá EC          | 2                  |     |                 |                 |          |          |
|  | 50       | Cuiabá EC          | 2                  |     |                 |                 |          |          |
|  |          |                    |                    |     |                 |                 |          |          |
|  | 118      | Fluminense (BA)    | 2                  |     |                 |                 |          |          |
|  | 118      | Fluminense (BA)    | 2                  |     |                 |                 |          |          |
|  | 25       | Santa Cruz FC      | 0                  |     |                 |                 |          |          |
|  | 25       | Santa Cruz FC      | 0                  | 118 | Fluminense (BA) | 0               |          |          |
|  |          |                    |                    | 118 | Fluminense (BA) | 0               |          |          |
|  |          | 33                 | Náutico Capibaribe | 1   |                 |                 |          |          |
|  | 157      | 33                 | Náutico Capibaribe | 1   | Cordino EC      | 1               |          |          |
|  | 157      |                    |                    |     |                 | 1               |          |          |
|  | 33       | Náutico Capibaribe | 1                  |     |                 |                 |          |          |

3. Runde
Das Hinspiel fand am 28. Februar 2018 in der Arena Pernambuco in São Lourenço da Mata statt. Das Rückspiel fand am 14. März 2018 in der Arena Pantanal in Cuiabá statt.
|                         | Gesamt |                | Hinspiel | Rückspiel |
| ----------------------- | ------ | -------------- | -------- | --------- |
| Náutico Capibaribe (33) | 3:1    | Cuiabá EC (50) | 2:1      | 1:0       |

### 4. Runde
Die Paarungen für die vierte Runde wurden am 19. März 2018 ausgelost. In dieser Runde fand die Auswärtstorregel Anwendung. Sollte nach dieser keine Entscheidung gefallen sein, kam es zum Elfmeterschießen. Die Hinrundenspiele fanden am 4. und 12. April statt. Die Rückrunde wurde 18. und 19. April ausgetragen.
|                          | Gesamt          |                         | Hinspiel | Rückspiel |
| ------------------------ | --------------- | ----------------------- | -------- | --------- |
| AA Ponte Preta (16)      | 3:1             | Náutico Capibaribe (33) | 3:0      | 0:1       |
| Athletico Paranaense (9) | 4:3             | FC São Paulo (11)       | 2:1      | 2:2       |
| Avaí FC (23)             | 2:4             | Goiás EC (22)           | 2:2      | 0:2       |
| SC Internacional (10)    | 2:2 (3:4 i. E.) | EC Vitória (18)         | 2:1      | 0:1       |
| Atlético Mineiro (5)     | 6:2             | Ferroviário AC (CE) (-) | 4:0      | 2:2       |

### Achtelfinale
Die Auslosung für das Achtelfinale fand am 20. April 2018 statt. Im Achtelfinale trafen die fünf Sieger-Mannschaften aus der vierten Runde sowie die elf direkt qualifizierten Klubs an. Es wurden zwei Lostöpfe gebildet. In Topf A kamen die Qualifikanten aus der Copa Libertadores. In Tops B die weiteren drei Direktqualifikanten sowie die fünf Sieger der Runde 4. In beiden Töpfen wurden alle Klubs nach dem Ranking des CBF sortiert. Es wurden die Mannschaften aus Topf A gegen die aus Topf B gezogen.
| Topf A                | Topf B                   |
| --------------------- | ------------------------ |
| SE Palmeiras (1)      | Atlético Mineiro (5)     |
| Cruzeiro EC (2)       | Athletico Paranaense (9) |
| Grêmio FBPA (3)       | AA Ponte Preta (16)      |
| FC Santos (4)         | EC Vitória (18)          |
| SC Corinthians (6)    | EC Bahia (21)            |
| CR Flamengo (7)       | Goiás EC (22)            |
| CR Vasco da Gama (13) | América Mineiro (24)     |
| Chapecoense (14)      | Luverdense EC (34)       |

Die Hinspiele fanden vom 25. April bis 16. Mai statt. Die Rückspiele wurden zwischen dem 9. Mai und 16. Juli ausgetragen.
| Datum       |                      | Gesamt          |                  | Hinspiel | Rückspiel |
| ----------- | -------------------- | --------------- | ---------------- | -------- | --------- |
| 2.5./16.5.  | Atlético Mineiro     | 0:0 (3:4 i. E.) | Chapecoense      | 0:0      | 0:0       |
| 16.5./16.7. | Athletico Paranaense | 2:3             | Cruzeiro EC      | 1:2      | 1:1       |
| 9.5./16.7.  | EC Bahia             | 3:2             | CR Vasco da Gama | 3:0      | 0:2       |
| 25.4./9.5.  | Goiás EC             | 1:5             | Grêmio FBPA      | 0:2      | 1:3       |
| 25.4./10.5. | EC Vitória           | 1:3             | SC Corinthians   | 0:0      | 1:3       |
| 9.5./23.5.  | América Mineiro      | 2:3             | SE Palmeiras     | 1:2      | 1:1       |
| 2.5./10.5.  | AA Ponte Preta       | 0:1             | CR Flamengo      | 0:1      | 0:0       |
| 10.5./17.5. | FC Santos            | 6:3             | Luverdense EC    | 5:1      | 1:2       |

### Turnierplan ab Viertelfinale
Diese Paarungen wurden am 30. Mai 2018 ausgelost. Alle acht Klubs waren in einem Lostopf. Für das Viertel- und Halbfinale sind die Paarungen dann gesetzt.
Turnierplan
Die Mannschaft, welche zuerst Heimrecht hat, wird bei nachstehenden Paarungen zuerst genannt. Tore in Klammern sind die Ergebnisse aus Elfmeterschießen.

|  | Viertelfinale | Viertelfinale  | Viertelfinale | Viertelfinale | Viertelfinale |                |   | Halbfinale     | Halbfinale | Halbfinale | Halbfinale | Halbfinale |  |  | Finale | Finale | Finale | Finale | Finale |
|  |               |                |               |               |               |                |   |                |            |            |            |            |  |  |        |        |        |        |        |
|  |               | SC Corinthians | 1             | 1             | 2             |                |   |                |            |            |            |            |  |  |        |        |        |        |        |
|  |               | Chapecoense    | 0             | 0             | 0             |                |   |                |            |            |            |            |  |  |        |        |        |        |        |
|  |               | Chapecoense    | 0             | 0             | 0             | SC Corinthians | 0 | 2              | 2          |            |            |            |  |  |        |        |        |        |        |
|  |               |                |               |               |               | SC Corinthians | 0 | 2              | 2          |            |            |            |  |  |        |        |        |        |        |
|  |               |                | CR Flamengo   | 0             | 1             | 1              |   |                |            |            |            |            |  |  |        |        |        |        |        |
|  |               | Grêmio FBPA    | CR Flamengo   | 0             | 1             | 1              | 1 | 0              | 1          |            |            |            |  |  |        |        |        |        |        |
|  |               |                |               |               |               |                | 1 | 0              | 1          |            |            |            |  |  |        |        |        |        |        |
|  |               | CR Flamengo    | 1             | 1             | 2             |                |   |                |            |            |            |            |  |  |        |        |        |        |        |
|  |               |                |               |               |               |                |   | SC Corinthians | 0          | 1          | 1          |            |  |  |        |        |        |        |        |
|  |               |                | Cruzeiro EC   | 1             | 2             | 3              |   |                |            |            |            |            |  |  |        |        |        |        |        |
|  |               | Bahia          | 0             | 0             | 0             |                |   |                |            |            |            |            |  |  |        |        |        |        |        |
|  |               | SE Palmeiras   | 0             | 1             | 1             |                |   |                |            |            |            |            |  |  |        |        |        |        |        |
|  |               | SE Palmeiras   | 0             | 1             | 1             | SE Palmeiras   | 0 | 1              | 1          |            |            |            |  |  |        |        |        |        |        |
|  |               |                |               |               |               | SE Palmeiras   | 0 | 1              | 1          |            |            |            |  |  |        |        |        |        |        |
|  |               |                | Cruzeiro EC   | 1             | 1             | 2              |   |                |            |            |            |            |  |  |        |        |        |        |        |
|  |               | FC Santos      | Cruzeiro EC   | 1             | 1             | 2              | 0 | 2              | 2 (0)      |            |            |            |  |  |        |        |        |        |        |
|  |               |                |               |               |               |                | 0 | 2              | 2 (0)      |            |            |            |  |  |        |        |        |        |        |
|  |               | Cruzeiro EC    | 1             | 1             | 2 (3)         |                |   |                |            |            |            |            |  |  |        |        |        |        |        |

### Viertelfinale
Die Hinspiel fanden am 1. und 2. August statt. Die Rückspiele fanden am 15. und 16. August statt. Im Rückspiel zwischen dem FC Santos und Cruzeiro EC musste der Paarungssieger im Elfmeterschießen ermittelt werden. In diesem hielt Cruzeiros Torwart Fábio hintereinander drei Elfmeter und sicherte seiner Mannschaft dadurch den Einzug ins Halbfinale.
| Datum      |                | Gesamt          |              | Hinspiel | Rückspiel |
| ---------- | -------------- | --------------- | ------------ | -------- | --------- |
| 1.8./15.8. | SC Corinthians | 2:0             | Chapecoense  | 1:0      | 1:0       |
| 1.8./15.8. | Grêmio FBPA    | 1:2             | CR Flamengo  | 1:1      | 0:1       |
| 2.8./16.8. | EC Bahia       | 0:1             | SE Palmeiras | 0:0      | 0:1       |
| 1.8./15.8. | FC Santos      | 2:2 (0:3 i. E.) | Cruzeiro EC  | 0:1      | 2:1       |

### Halbfinale
Für die Freundschaftsspiele der Nationalmannschaften im September 2018 wurde keine Unterbrechung des Spielplans vorgesehen. Nachstehende Spieler wurden für die Spiele abgestellt. Der CBF widersprach dem Wunsch von Flamengo einer Verlegung des Termins für das Hinspiel vom 12. auf den 19. September ohne Begründung. Die Klubs Flamengo und Cruzeiro einigten sich darauf, die Kosten für die Rückholung ihrer Spieler zu teilen. Zunächst soll Cuéllar, welcher mit der Auswahl Kolumbiens am 11. September auf Argentinien trifft, aus Tampa mit einer Chartermaschine eingesammelt werden. Direkt im Anschluss die Spieler Dedé und Paquetá aus Washington, die mit der Auswahl Brasiliens am selben Tag gegen Ecuador spielen. Der Flug soll danach nach Rio de Janeiro gehen. Von hier aus reist Dedé dann direkt mit einem weiteren Flug weiter nach São Paulo. Der CBF gab bekannt, die Spieler freizugeben, damit diese die vorzeitige Abreise antreten können. Allerdings wie er in dem Zusammenhang daraufhin, dass die Wettbewerbsregeln des Verbandes unter Artikel 25 eine Mindestruhezeit zwischen zwei Pflichtspielen von 66 Stunden vorsehen. Sollten die Spieler im Halbfinale eingesetzt werden, übernimmt der CBF keine daraus entstehenden Verantwortungen.
| Name            | Klub        | Anzahl der Spiele | Tor | Gelbe Karte | Gelb-Rote Karte | Rote Karte |
| --------------- | ----------- | ----------------- | --- | ----------- | --------------- | ---------- |
| Gustavo Cuéllar | CR Flamengo | 1                 |     |             |                 |            |
| Dedé            | Cruzeiro EC | 2                 |     |             |                 |            |
| Hugo Souza      | CR Flamengo | 0                 |     |             |                 |            |

| Name           | Klub        | Anzahl der Spiele | Tor | Gelbe Karte | Gelb-Rote Karte | Rote Karte |
| -------------- | ----------- | ----------------- | --- | ----------- | --------------- | ---------- |
| Lucas Paquetá  | CR Flamengo | 2                 |     |             |                 |            |
| Junior Sornoza | CR Flamengo | 1                 |     |             |                 |            |
| Miguel Trauco  | CR Flamengo | 2                 |     |             |                 |            |

Die Hinspiel fanden am 12. September statt, die Rückspiele 26. September 2018 statt.
Im Hinspiel zwischen Palmeiras und Cruzeiro erhielt Cruzeiros Spieler Edílson in der 81. Minute die Rote Karte. Zunächst hatte der Spieler von Schiedsrichter Wagner Reway für ein Foulspiel in der Strafraumnähe Cruzeiros, eine Gelbe Karte wegen Foulspiels erhalten. Er sagte daraufhin zum Schiedsrichter: vai se fuder! (Geh, verpiss dich).
Im Rückspiel zwischen Cruzeiro und Palmeiras sprach der Schiedsrichter nach dem Abpfiff noch drei rote Karten aus. In der Nachspielzeit der zweiten Halbzeit hatte der Abwehrspieler Cruzeiros Léo den Spieler Felipe Melo kurz vor dem Strafraum von Cruzeiro gefoult. Daraufhin entstand eine Rudelbildung, die der Schiedsrichter auflösen konnte. Nach Abpfiff entstand im Mittelfeld erneut eine Auseinandersetzung der Spieler. In dieser wurde Palmeiras Spieler Mayke gegenüber Sassá und Léo handgreiflich. Mayke und Sassá, der zurückschlug, erhielten die rote Karte. Ebenso der Palmeiras Spieler Diogo, der ebenfalls handgreiflich gegen Lucas Romero wurde. Im Oktober wurde gegenüber Mayke und Diogo eine Sperre von zwei Spielen und Sassá von sechs Spielen durch das Sportgericht STJS ausgesprochen.
| Datum       |              | Gesamt |                | Hinspiel | Rückspiel |
| ----------- | ------------ | ------ | -------------- | -------- | --------- |
| 12.9./26.9. | CR Flamengo  | 1:2    | SC Corinthians | 0:0      | 1:2       |
| 12.9./26.9. | SE Palmeiras | 1:2    | Cruzeiro EC    | 0:1      | 1:1       |

## Finalspiele
Aufgrund der Beschwerden zur Berufung von Spielern, welche mit ihren Klubs in den Halbfinals antreten sollten, zu Freundschaftsspielen der Nationalmannschaft, teilte der CBF im September 2018 mit, dass zu den Freundschaftsspielen im Oktober 2018, keine Spieler berufen werden deren Mannschaften am Finale teilnehmen.
Die Auslosung, welcher Klub als erstes Heimrecht besitzt, fand am 27. September 2018 um 14:30 Uhr in der Zentrale des CBF in Rio de Janeiro statt. Diese ergab, dass Cruzeiro zunächst Heimrecht hat und die Entscheidung am 17. Oktober 2018 in São Paulo bei Corinthians fällt.
Die beiden Klubs trafen das letzte Mal in einem Finale bei der Meisterschaft 1998 aufeinander, welche Corinthians in drei Spielen für sich entscheiden konnte. In dem Jahr verlor Cruzeiro kurz vorher auch die Finalspiele im Copa do Brasil 1998, hier gegen den Lokalrivalen von Corinthians den SE Palmeiras. Die bisherigen Finalteilnahmen der Klubs am Copa do Brasil waren:
| Klub           | Finalteilnahmen (Siege fett)                 |
| -------------- | -------------------------------------------- |
| Cruzeiro EC    | 7 (1993, 1996, 1998, 2000, 2003, 2014, 2017) |
| SC Corinthians | 5 (1995, 2001, 2002, 2008, 2009)             |

Für die Freundschaftsspiele im Oktober 2018 stellten die Klubs nachstehende Spieler ab. Die Mannschaft von Paraguay bestritt keine Spiele, sondern nur ein Trainingslager. Die Spieler von Corinthians konnten daher am Finalhinspiel teilnehmen. Der abgestellte Spieler von Cruzeiro, De Arrascaeta verpasste das Hinspiel.
| Name                   | Klub           | Anzahl der Spiele | Tor | Gelbe Karte | Gelb-Rote Karte | Rote Karte |
| ---------------------- | -------------- | ----------------- | --- | ----------- | --------------- | ---------- |
| Giorgian De Arrascaeta | Cruzeiro EC    | 1                 |     |             |                 |            |
| Sergio Díaz            | SC Corinthians | Trainingslager    |     |             |                 |            |
| Ángel Romero           | SC Corinthians | Trainingslager    |     |             |                 |            |

### Hinspiel
| Cruzeiro EC                                                             | Cruzeiro EC | SC Corinthians | SC Corinthians |
| ----------------------------------------------------------------------- | --- | --- | -------------- |
| Cruzeiro EC                                                             | \| 10. Oktober 2018 in Belo Horizonte (Estádio Governador Magalhães Pinto) \| \| Ergebnis: 1:0 (1:0) \| \| Zuschauer: 53.368[32] \| \| Schiedsrichter: Anderson Daronco \| \| Spielbericht \| | \| 10. Oktober 2018 in Belo Horizonte (Estádio Governador Magalhães Pinto) \| \| Ergebnis: 1:0 (1:0) \| \| Zuschauer: 53.368[32] \| \| Schiedsrichter: Anderson Daronco \| \| Spielbericht \| | SC Corinthians |
| Cruzeiro EC                                                             | 01 Fábio 03 Leó 05 Ariel Cabral 06 Egídio 72′ 08 Henrique 78′ 18 Rafinha 89. 19 Robinho 22 Edílson 26 Dedé 28 Hernán Barcos 76. 30 Thiago Neves 61′ 82. Reserve 12 Rafael 02 Ezequiel 04 Murilo Cerqueira 07 Rafael Sóbis 89. 09 Fred 11 David 82. 16 Lucas Silva 17 Raniel 76. 20 Bruno Silva 21 Federico Mancuello 25 Marcelo Hermes 29 Lucas Romero Cheftrainer: Mano Menezes | 12 Cássio Ramos 03 Henrique 05 Gabriel 10 Jádson 42′ 81. 11 Ángel Romero 14 Léonardo Santos 38′ 15 Ralf 22 Mateus Vital 67. 23 Fagner 25 Clayson Vieira 61. 35 Danilo Avelar Reserve 27 Walter 02 Guilherme Mantuan 07 Jonathas 13 Marllon Borges 16 Ángelo Araos 67. 88', 92' 17 Thiaginho 20 Danilo Andrade 21 Sergio Díaz 33 Carlos Augusto 34 Pedro Henrique 38 Pedrinho 61. 47 Emerson Sheik 81. Cheftrainer: Jair Ventura | SC Corinthians |
| Cruzeiro EC                                                             | 1:0 Thiago Neves (45.+1') | | SC Corinthians |
| Cruzeiro EC                                                             | Spieler des Spiels: Jádson | | SC Corinthians |
| 10. Oktober 2018 in Belo Horizonte (Estádio Governador Magalhães Pinto) | | |                |
| Ergebnis: 1:0 (1:0)                                                     | | |                |
| Zuschauer: 53.368                                                       | | |                |
| Schiedsrichter: Anderson Daronco                                        | | |                |
| Spielbericht                                                            | | |                |

### Rückspiel
Giorgian De Arrascaeta von Cruzeiro spielte am 16. Oktober 2018 gegen die Auswahl Japans, konnte aber aufgrund der Zeitverschiebung rechtzeitig zum Rückspiel in São Paulo eintreffen. Der Flug dauerte über 25 Stunden und De Arrascaeta hätte den Flug beinahe verpasst, er stieg als letzter in die Maschine.
In dem Spiel wurde De Arrascaeta in der 67. Minute eingewechselt und erzielte in der 82. Minute das Tor zum 2:1-Entstand. Somit war er wie in der Vorsaison in einem Finalspiel als Torschütze erfolgreich.
Der Elfmeter für Corinthians in der 55. Minute wurde erst unter Zuhilfenahme des Videobeweises verhängt. Der Schiedsrichter hatte ein Foulspiel durch Thiago Neves an Ralf im Strafraum zunächst nicht als solches erkannt.
In der 69. Minute erzielte Pedrinho für Corinthians den vermeintlichen Führungstreffer zum 2:1. Das Tor wurde ebenfalls nach Ansicht des Videobeweises aberkannt. Kurz vor dem Torschuss war ein Foulspiel von Jádson an dem Cruzeiro Spieler Dedé begangen worden.
| SC Corinthians                                    | SC Corinthians | Cruzeiro EC | Cruzeiro EC |
| ------------------------------------------------- | --- | --- | ----------- |
| SC Corinthians                                    | \| 17. Oktober 2018 in São Paulo (Arena Corinthians) \| \| Ergebnis: 1:2 (1:0) \| \| Zuschauer: 45.978[35] \| \| Schiedsrichter: Wagner do Nascimento Magalhães \| \| Spielbericht \| | \| 17. Oktober 2018 in São Paulo (Arena Corinthians) \| \| Ergebnis: 1:2 (1:0) \| \| Zuschauer: 45.978[35] \| \| Schiedsrichter: Wagner do Nascimento Magalhães \| \| Spielbericht \| | Cruzeiro EC |
| SC Corinthians                                    | 12 Cássio Ramos 03 Henrique 05 Gabriel 19′ 81. 07 Jonathas 67. 10 Jádson 71′ 11 Ángel Romero 14 Léonardo Santos 15 Ralf 9′ 23 Fagner 33′ 35 Danilo Avelar 47 Emerson Sheik 26′ 78. Reserve 27 Walter 13 Marllon Borges 17 Thiaginho 20 Danilo Andrade 21 Sergio Díaz 22 Mateus Vital 81. 25 Clayson Vieira 78. 87′ 30 Brasilien 33 Carlos Augusto 34 Pedro Henrique 37 Vilson 38 Pedrinho 67. Cheftrainer: Jair Ventura | 01 Fábio 03 Leó 05 Ariel Cabral 08 Henrique 78′ 18 Rafinha 35′ 67. 19 Robinho 57′ 22 Edílson 26 Dedé 28 Hernán Barcos 75. 29 Lucas Romero 30 Thiago Neves 40′ 81. Reserve 12 Rafael 02 Ezequiel 04 Murilo Cerqueira 07 Rafael Sóbis 09 Fred 10 Giorgian De Arrascaeta 67. 11 David 14 Cacá 16 Lucas Silva 81. 17 Raniel 75. 20 Bruno Silva 25 Marcelo Hermes Cheftrainer: Mano Menezes | Cruzeiro EC |
| SC Corinthians                                    | 1:1 Jádson (55., Elfmeter) | 1:0 Robinho (28.) 2:1 Giorgian De Arrascaeta (82.) | Cruzeiro EC |
| SC Corinthians                                    | Spieler des Spiels: Dedé | | Cruzeiro EC |
| 17. Oktober 2018 in São Paulo (Arena Corinthians) | | |             |
| Ergebnis: 1:2 (1:0)                               | | |             |
| Zuschauer: 45.978                                 | | |             |
| Schiedsrichter: Wagner do Nascimento Magalhães    | | |             |
| Spielbericht                                      | | |             |

## Die Meistermannschaft
Die Zahlen in Klammern geben die Anzahl der Spieleinsätze und Tore an. Spieler ohne Spieleinsätze standen im laufenden Wettbewerb mind. in einem Spiel im Kader und waren bis zum Finale teil dessen.
| 6. | Cruzeiro EC |
|    | - Tor: 01 Fábio (8/0) 12 Rafael (0/0) - Abwehr: 02 Ezequiel (0/0) 03 Leó (8/0) 04 Murilo Cerqueira (0/0) 06 Egídio (7/0) 14 Cacá (0/0) 22 Edílson (5/0) 25 Marcelo Hermes (0/0) 26 Dedé (8/0) 27 Manoel (0/0) 36 Patrick Brey (0/0) - Mittelfeld: 05 Ariel Cabral (2/0) 08 Henrique (8/1) 10 G. De Arrascaeta (6/2) 16 Lucas Silva (7/0) 18 Rafinha) (8/0) 19 Robinho (8/1) 20 Bruno Silva (2/0) 21 Federico Mancuello (2/0) 29 Lucas Romero (4/0) 30 Thiago Neves (7/2) - Angriff: 07 Rafael Sóbis (4/0) 09 Fred (0/0) 11 David (3/0) 17 Brasilien (7/2) 28 Hernán Barcos (6/2) 99 Sassá (2/0) |

## Torschützenliste
| Pl. | Nat.        | Spieler          | Verein               | Tore   |
| --- | ----------- | ---------------- | -------------------- | ------ |
| 1   | Brasilianer | Rômulo           | Avaí FC              | 4 Tore |
| 1   | Brasilianer | Neílton          | Vitória              | 4 Tore |
| 1   | Brasilianer | Gabriel Barbosa  | FC Santos            | 4 Tore |
| 4   | Brasilianer | Weverton         | Cuiabá EC            | 3 Tore |
| 4   | Brasilianer | Ricardo Oliveira | Atlético Mineiro     | 3 Tore |
| 4   | Paraguayer  | Ángel Romero     | SC Corinthians       | 3 Tore |
| 4   | Venezolaner | Rómulo Otero     | Atlético Mineiro     | 3 Tore |
| 4   | Brasilianer | Denílson         | Vitória              | 3 Tore |
| 4   | Brasilianer | Guilherme        | Athletico Paranaense | 3 Tore |
| 4   | Brasilianer | Mazinho          | Ferroviário AC (CE)  | 3 Tore |
| 4   | Brasilianer | Valdívia         | FC São Paulo         | 3 Tore |

### Hattrick
| Spieler         | Klub       | Gegner        | Ergebnis | erzielte Tore | Spieltag     | Quelle |
| --------------- | ---------- | ------------- | -------- | ------------- | ------------ | ------ |
| Neílton         | EC Vitória | CA Bragantino | 3:0      | 21′, 64′, 73′ | 3. Runde     | [ 37 ] |
| Gabriel Barbosa | FC Santos  | Luverdense EC | 5:1      | 25′, 63′, 68′ | Achtelfinale | [ 38 ] |

## Zuschauer

### Die 10 meistbesuchten Spiele
| Pl. | Anzahl | Heim        | Ergebnis        | Gast                 | Stadion           | Datum              | Spieltag                |
| --- | ------ | ----------- | --------------- | -------------------- | ----------------- | ------------------ | ----------------------- |
| 01  | 52.497 | Flamengo    | 0:0             | Ponte Preta          | 54588             | 10. Mai 2018       | Achtelfinale Rückspiel  |
| 02  | 50.803 | Flamengo    | 1:0             | Grêmio               | Maracanã          | 15. August 2018    | Viertelfinale Rückspiel |
| 03  | 48.822 | Flamengo    | 0:0             | Corinthians          | Maracanã          | 12. September 2018 | Halbfinale Hinspiel     |
| 04  | 46.170 | Cruzeiro    | 1:0             | Corinthians          | Mineirão          | 10. Oktober 2018   | Finale Hinspiel         |
| 05  | 45.978 | Corinthians | 1:2             | Cruzeiro             | Arena Corinthians | 17. Oktober 2018   | Finale Rückspiel        |
| 06  | 44.249 | Corinthians | 2:1             | Flamengo             | Arena Corinthians | 26. September 2018 | Halbfinale Rückspiel    |
| 07  | 43.231 | Cruzeiro    | 1:2 (3:0 i. E.) | Santos               | Mineirão          | 15. August 2018    | Viertelfinale Rückspiel |
| 08  | 37.940 | Cruzeiro    | 1:1             | Palmeiras            | Mineirão          | 26. September 2018 | Halbfinale Rückspiel    |
| 09  | 37.358 | Grêmio      | 1:1             | Flamengo             | Arena do Grêmio   | 1. August 2018     | Viertelfinale Hinspiel  |
| 10  | 35.772 | Cruzeiro    | 1:1             | Athletico Paranaense | Mineirão          | 16. Juli 2018      | Achtelfinale Rückspiel  |

### 10 wenigsten besuchten Spiele
| Pl. | Anzahl | Heim                 | Ergebnis | Gast               | Stadion          | Datum            | Spieltag |
| --- | ------ | -------------------- | -------- | ------------------ | ---------------- | ---------------- | -------- |
| 01  | 097    | Cordino EC           | 1:1      | Náutico Capibaribe | Castelão         | 31. Januar 2018  | 1. Runde |
| 02  | 146    | União EC             | 1:3      | CR Brasil          | Arena Pantanal   | 7. Februar 2018  | 1. Runde |
| 03  | 173    | Floresta EC          | 0:2      | Botafogo FC (PB)   | Arena PV         | 31. Januar 2018  | 1. Runde |
| 04  | 370    | Ceilândia EC         | 2:3      | Avaí FC            | Abadião          | 7. Februar 2018  | 1. Runde |
| 05  | 379    | Novo Hamburgo        | 2:1      | Paysandu SC        | Estádio do Vale  | 1. Februar 2018  | 1. Runde |
| 06  | 405    | Globo FC             | 0:2      | Vitória            | Barrettão        | 7. Februar 2018  | 1. Runde |
| 07  | 456    | Náutico Capibaribe   | 1:0      | Ponte Preta        | Arena Pernambuco | 18. April 2018   | 4. Runde |
| 08  | 473    | Parnahyba SC         | 1:1      | Coritiba FC        | Albertão         | 7. Februar 2018  | 1. Runde |
| 09  | 539    | São Raimundo EC (RR) | 0:1      | Vila Nova FC       | Ribeirão         | 7. Februar 2018  | 1. Runde |
| 10  | 570    | Novo Hamburgo        | 1:1      | CR Brasil          | Estádio do Vale  | 15. Februar 2018 | 2. Runde |